# Kazuhisa Kawahara
Kazuhisa Kawahara (河原 和寿?, Kawahara Kazuhisa; Saitama, 29 gennaio 1987) è un allenatore di calcio ed ex calciatore giapponese, di ruolo attaccante.